# Gmina Kristiansand
Gmina Kristiansand (norw. Kristiansand kommune) – norweska gmina leżąca w regionie Agder. Jej siedzibą jest miasto Kristiansand.
Kristiansand jest 287. norweską gminą pod względem powierzchni.

## Demografia
Według danych z roku 2005 gminę zamieszkuje 76 066 osób. Gęstość zaludnienia wynosi 275,23 os./km². Pod względem zaludnienia Kristiansand zajmuje 6. miejsce wśród norweskich gmin.
| ludność stan na 1 stycznia 2005 |         |           |        |
|                                 | kobiety | mężczyźni | razem  |
| osób                            | 37 415  | 38 651    | 76 066 |
| %                               | 49,19%  | 50,81%    | 100%   |

| wykształcenie stan na 1 października 2004 |        |         |        |        |
|                                           | podst. | średnie | wyższe | niezn. |
| osób                                      | 8574   | 33 721  | 15 441 | 1815   |
| %                                         | 14,4%  | 56,63%  | 25,93% | 3,05%  |

## Edukacja
Według danych z 1 października 2004:
- liczba szkół podstawowych (norw. grunnskolar): 41
- liczba uczniów szkół podst.: 10664

## Władze gminy
Według danych na rok 2011 administratorem gminy (norw. rådmann) jest Tor Sommerseth, natomiast burmistrzem (norw. ordfører, d. borgermester) jest Per Sigurd Sørensen.